# 大坪孝雄
大坪 孝雄（おおつぼ たかお、1928年12月12日 - ）は、日本の経営者。本州製紙社長を務めた。

## 経歴
東京都出身。1951年に東京大学経済学部商業学科を卒業し、同年に本州製紙に入社。1982年6月に取締役に就任し、1986年6月に常務、1988年6月に専務を経て、1994年6月に社長に就任。1996年10月に王子製紙会長に就任し、2001年6月には相談役に退いた。
2002年11月に勲二等瑞宝章を受章。